# Museo de Escultura Cham

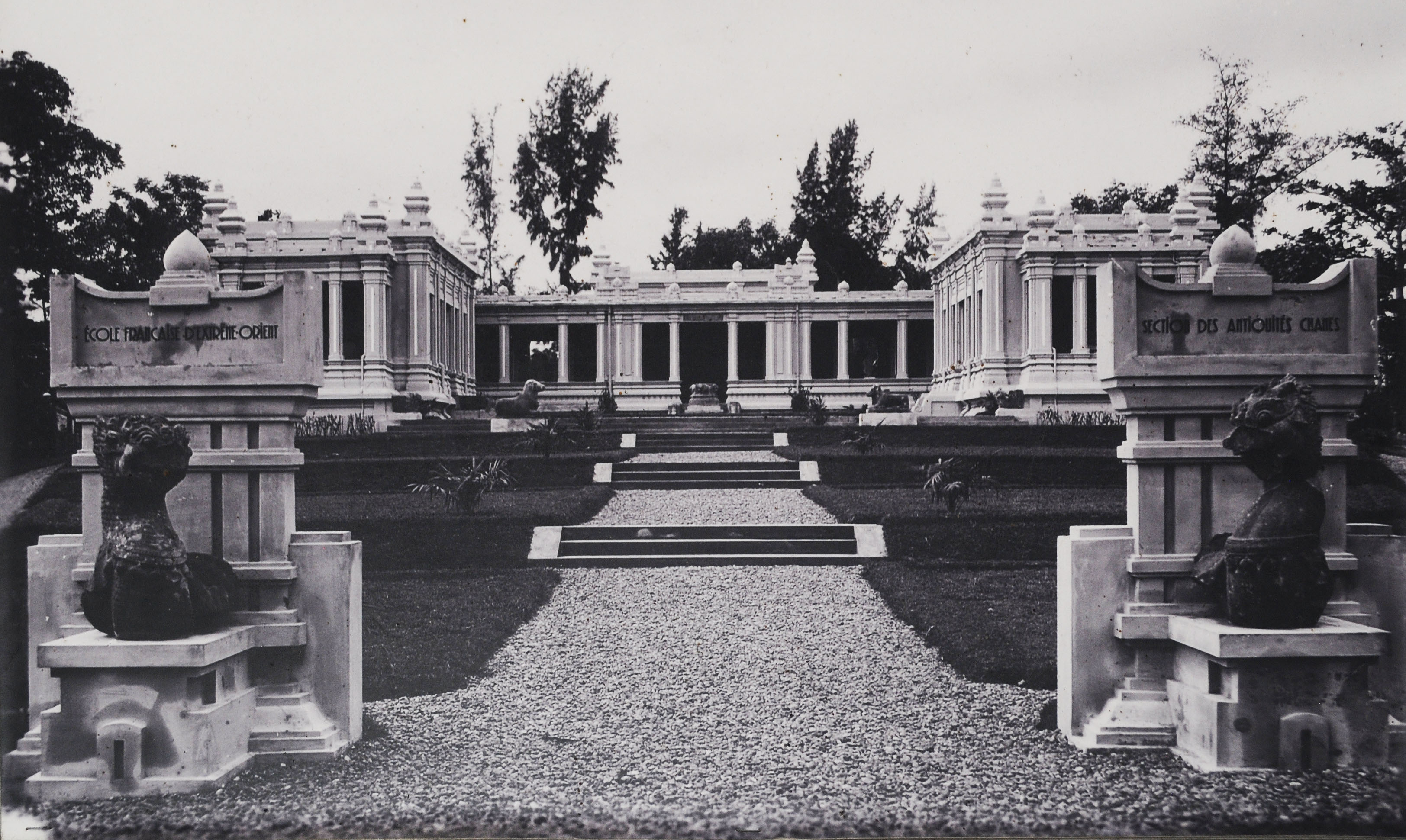
Vista del museo de principios del con el letrero École française d'Extrême-Orient (EFEO).

El Museo de Escultura Cham es un museo ubicado en el distrito de Hải Châu, Đà Nẵng, en el centro de Vietnam, cerca del río Han.
La idea de la construcción de un museo de escultura Cham en Da Nang fue propuesto por primera vez en 1902 por el Departamento de Arqueología de EFEO ( École française d'Extrême-Orient) , Henri Parmentier, un destacado arqueólogo del departamento, hizo grandes contribuciones a la campaña para su construcción. Inicialmente fue fundado como el Musée Henri Parmentier en 1915, su primer edificio se inauguró en 1919 y fue diseñado por dos arquitectos franceses, M. Deleval y M. Auclair, quienes se inspiraron en Parmentier para utilizar algunos elementos tradicionales de Cham en la composición. Antes de la creación del museo, el sitio era conocido como el "jardín de esculturas" y muchas esculturas de Cham que se habían reunido en Đà Nẵng, Quảng Nam y otros lugares se habían llevado allí durante los veinte años anteriores.
El museo se ha ampliado dos veces. La primera expansión fue a mediados de la década de 1930, con dos nuevas galerías que proporcionaron espacio de exhibición para los objetos agregados en las décadas de 1920 y 1930. Henri Parmentier dirigió la exhibición basándose en las áreas donde se encontraron esculturas. Los 1000 metros cuadrados de superficie se dispusieron para las colecciones de Mỹ Sơn, Trà Kiệu, Đồng Dương, Tháp Mẫm, Quang Tri, Quảng Ngãi, Bình Định y Kon Tum. En 2002, el Museo se amplió nuevamente con la construcción de un edificio de dos pisos que proporcionó 1000 metros cuadrados adicionales. El nuevo edificio ofreció no solo espacio para exhibición, sino también para almacenamiento, una biblioteca, un taller de restauración y oficinas para el personal.
Antes de 2007, el museo fue administrado por los museos de Da Nang, un órgano administrativo a cargo de los museos y el patrimonio de la ciudad. En 2008 se afilió al Departamento de Cultura, Deporte y Turismo de la ciudad.
El museo alberga la colección más grande del mundo de esculturas Cham y es un destino turístico popular.

## Esculturas en el Museo
El Museo cuenta con 6 esculturas que han sido reconocidas como Tesoros Nacionales, las dos últimas en enero de 2021.

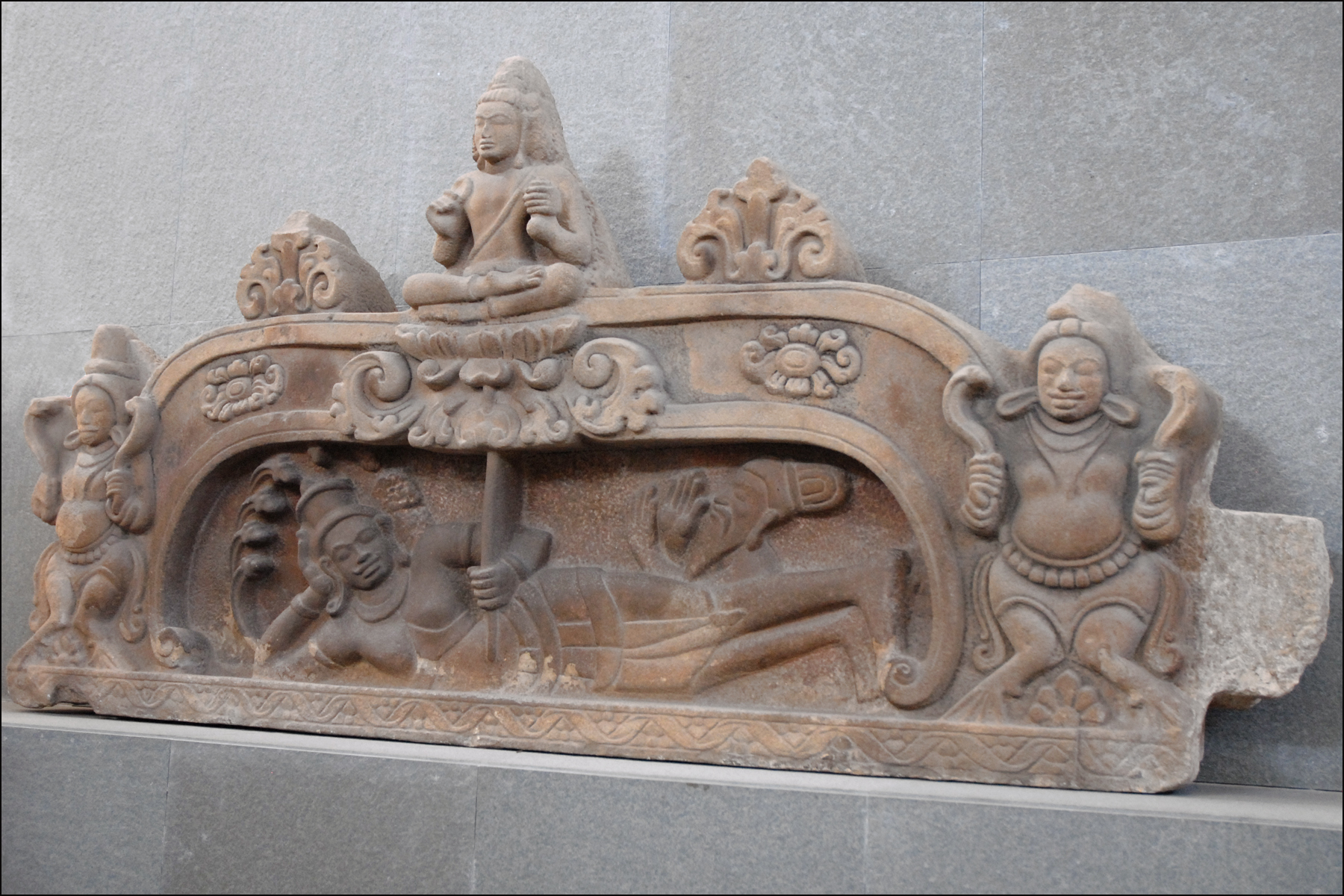
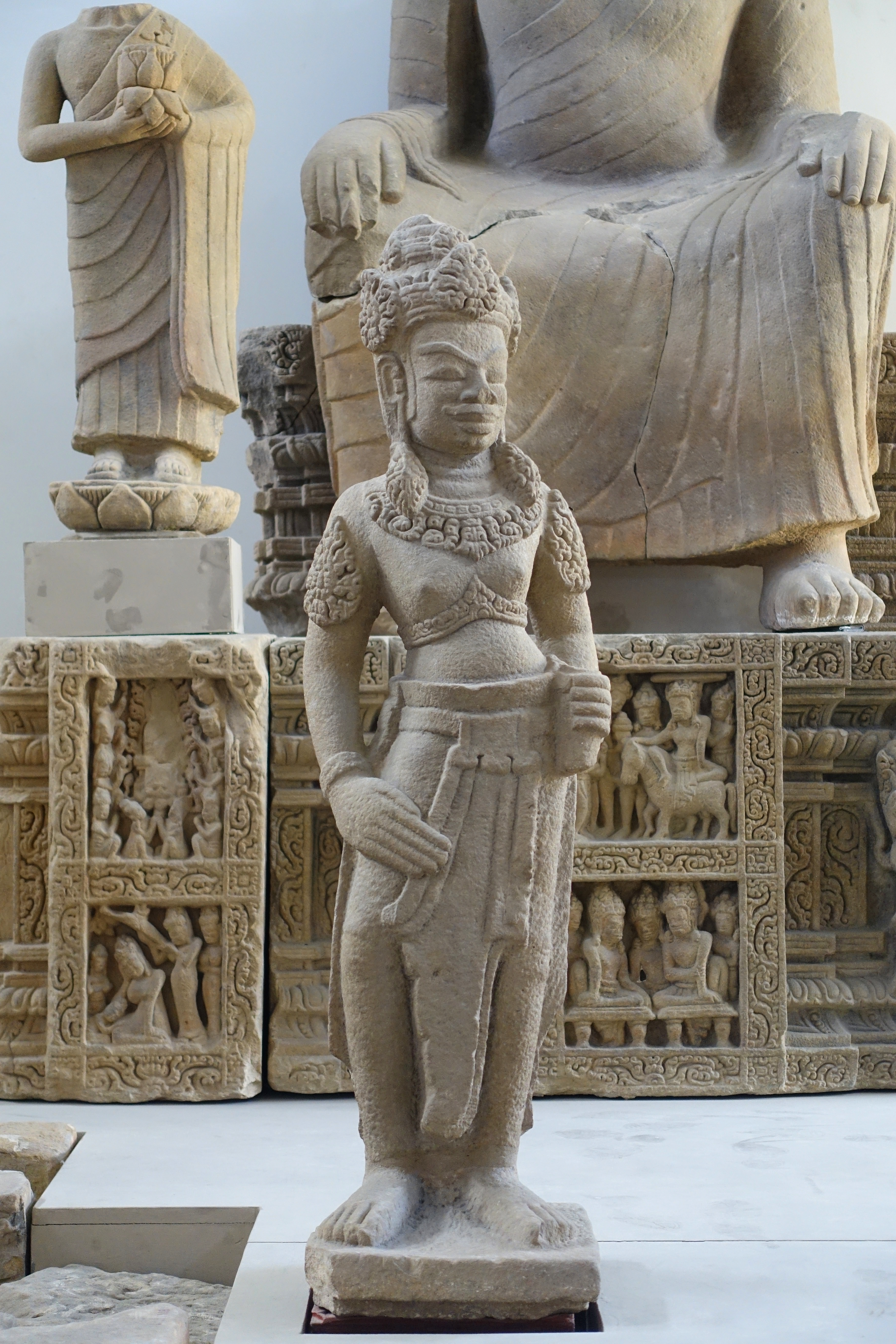
late 9th to early 10th century
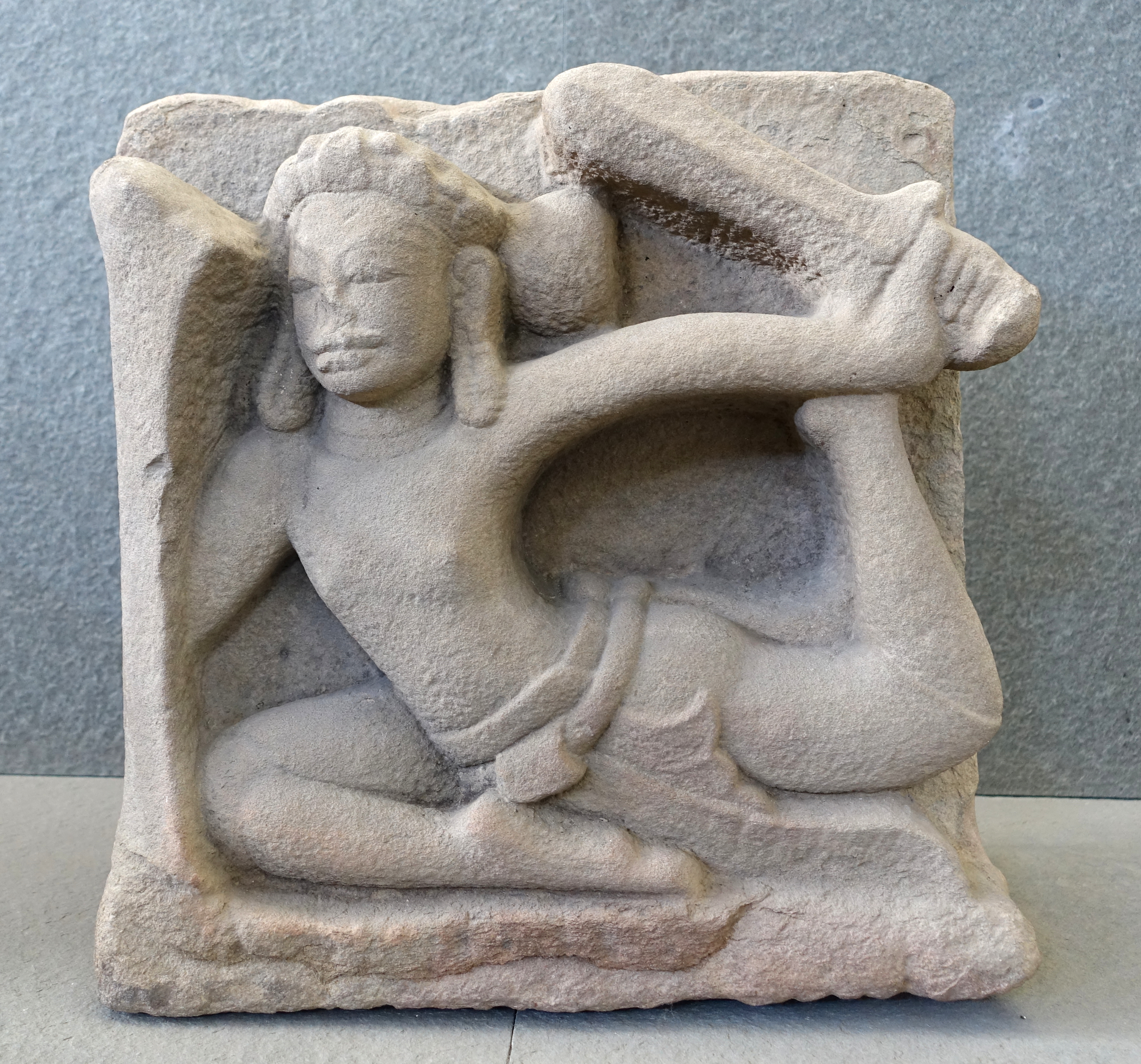
Guerrier volant, Mỹ Sơn, 10th century
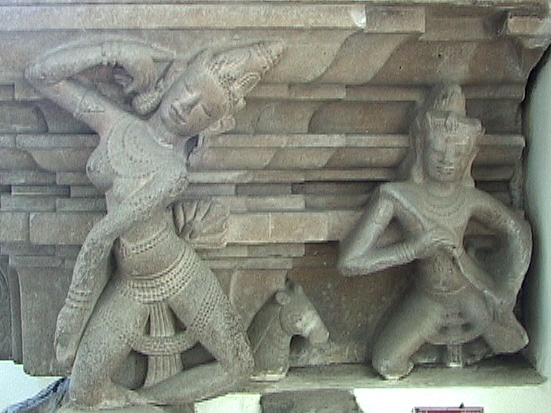
Danseuse apsara et musicien gandharva,  10th century
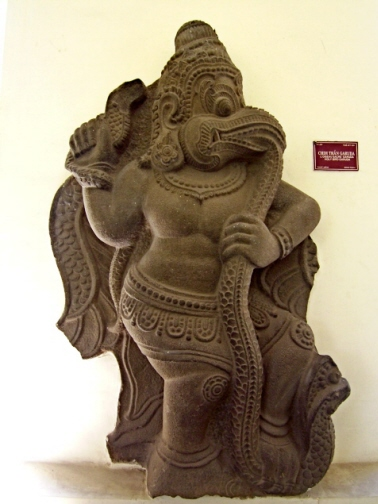
Statue of Garuda, Thap Mam style, 13th century CE